# Ravageurs (Firefly)
Les Ravageurs ou Rapineurs (Reavers en anglais), sont des personnages de la franchise Firefly, apparaissant dans plusieurs épisodes de la série télévisée Firefly et étant au cœur de l'intrigue du film Serenity. Ce sont un groupe d'êtres humains, provenant de la planète Miranda et devenus des sauvages cannibales, violeurs et psychotiques.

## Histoire
L'histoire des Ravageurs est révélée par un hologramme dans le film Serenity. Ils sont le fruit accidentel d'une expérience secrète qui visait à créer une société idéale en disséminant sur la planète Miranda un gaz qui devait retirer aux colons toute pulsion violente. L'expérience est un échec : l'immense majorité des habitants (99,9%) devient apathique au point de se laisser mourir. À l'inverse, une minorité (0,1%) devient extraordinairement violente, et a donné les Ravageurs.
Les Ravageurs semblent mener une existence nomade à bord d'anciens vaisseaux. Ils s'attaquent à des astronefs de passages, en massacrant les passagers.

## Conception et évolution
Les Ravageurs apparaissent d'abord dans l'épisode pilote Les Nouveaux Passagers, où le Serenity croise la trajectoire d'un vaisseau ravageur. Ils sont perçus par les passagers, en particulier Simon, comme des croque-mitaines mythiques, mais le second du vaisseau, Zoe Washburne, affirme qu'ils sont tout à fait réels. Ils sont alors présentés comme des humains qui ont perdu toute trace d'humanité, étant devenus monstrueux à force de rester loin de toute civilisation.
Ils apparaissent à nouveau dans le troisième épisode de la série, Pilleurs d'épave, dans lequel l'équipage fouille un vaisseau de colons dont l'équipage a été massacré par les ravageurs.
Enfin, ils apparaissent dans le film Serenity, durant lequel leurs origines sont révélées.